# سو (کشتی بخار)
سو (کشتی بخار) (به انگلیسی: Sioux (steamship)) یک کشتی است که طول آن ۱۴۸٫۳ فوت (۴۵٫۲۰ متر) می‌باشد. این کشتی در سال ۱۹۱۰ ساخته شد.